# Società Sportiva Chinotto Neri
La Società Sportiva Chinotto Neri è stata una società calcistica romana, attiva nel corso degli anni cinquanta.

## Storia

Una formazione della Chinotto Neri

La Chinotto Neri nacque dall'allora Società Sportiva Casilina, squadra romana del quartiere di Torpignattara, che aveva chiuso al 4º posto il campionato di Promozione 1949-1950. La squadra assunse una nuova denominazione sociale nel 1950 (ufficialmente Società Sportiva Chinotto Neri Casilina), e cambiò i colori passando dal giallo-rosso al giallo-verde.
La Chinotto Neri vinse il girone I della Promozione 1950-1951 e disputò la Serie C 1951-1952. Successivamente giocò in IV Serie dal 1952-1953 al 1956-1957. Al termine di quest'ultima stagione la squadra vinse lo spareggio contro il Marsala, e venne promossa in Serie C. Tuttavia la Chinotto Neri si fuse con la Federconsorzi dando vita alla rossoverde Fedit, che disputò la Serie C 1957-1958 e, anni dopo, cambiò nome in Tevere.
Presieduta da Pietro Neri, già fondatore nel 1949 dell'azienda Chinotto Neri, disputava le proprie partite casalinghe dapprima presso il Campo Giordano Sangalli (oggi Parco Sangalli, situato nel quartiere Tor Pignattara), successivamente presso il Motovelodromo Appio. Aveva sede in via del Mandrione 334.

## Allenatori
- 1949-1951: Skender Perolli
- 1952-1957: Walter Crociani

## Palmarès

### Competizioni nazionali
- IV Serie: 1

1956-1957 (girone F)

### Competizioni regionali
- Promozione: 1

1950-1951 (girone I)

### Altri piazzamenti
- IV Serie:

Vittoria girone: 1955-1956 (girone F)
Secondo posto: 1953-1954 (girone F), 1954-1955 (girone G)